# Västerstvattnet (Bodums socken, Ångermanland)
Västerstvattnet är en sjö i Strömsunds kommun i Ångermanland och ingår i Ångermanälvens huvudavrinningsområde. Sjön har en area på 0,521 kvadratkilometer och ligger 212,1 meter över havet. Sjön avvattnas av vattendraget Nagasjöån.

## Delavrinningsområde
Västerstvattnet ingår i det delavrinningsområde (708787-151817) som SMHI kallar för Utloppet av Västerstvattnet. Medelhöjden är 288 meter över havet och ytan är 6,05 kvadratkilometer. Räknas de 15 avrinningsområdena uppströms in blir den ackumulerade arean 184,7 kvadratkilometer. Nagasjöån som avvattnar avrinningsområdet har biflödesordning 3, vilket innebär att vattnet flödar genom totalt 3 vattendrag innan det når havet efter 160 kilometer. Avrinningsområdet består mestadels av skog (67 procent). Avrinningsområdet har 0,49 kvadratkilometer vattenytor vilket ger det en sjöprocent på 8 procent.